# Піета
Піета (лат. Pietas) — благочестя) — римська богиня, уособлення благочестя та шани до батьків. Піета мала храм у Римі. За переказом, той храм споруджено на честь перемоги римлян над сирійським царем Антіохом III та для відзначення однієї благочестивої римлянки, яка врятувала від голодної смерті свою матір, годуючи її молоком із власної груді. Ця легенда знайшла втілення в образотворчому мистецтві. Піету часто зображували на античних монетах. Атрибути богині — діти й лелека.